# Hamburg-Hammerbrook
Hammerbrook är en stadsdel i stadsdelsområdet Hamburg-Mitte i centrala Hamburg. Stadsdelen ligger söder om Hamburg Hauptbahnhof och stadsdelen St. Georg. I stadsdelen finns det många företag.

## Kommunikationer
Mitt i stadsdelen ligger Hammerbrook station, en pendeltågsstation som trafikeras av Hamburgs pendeltåg.

## Bilder

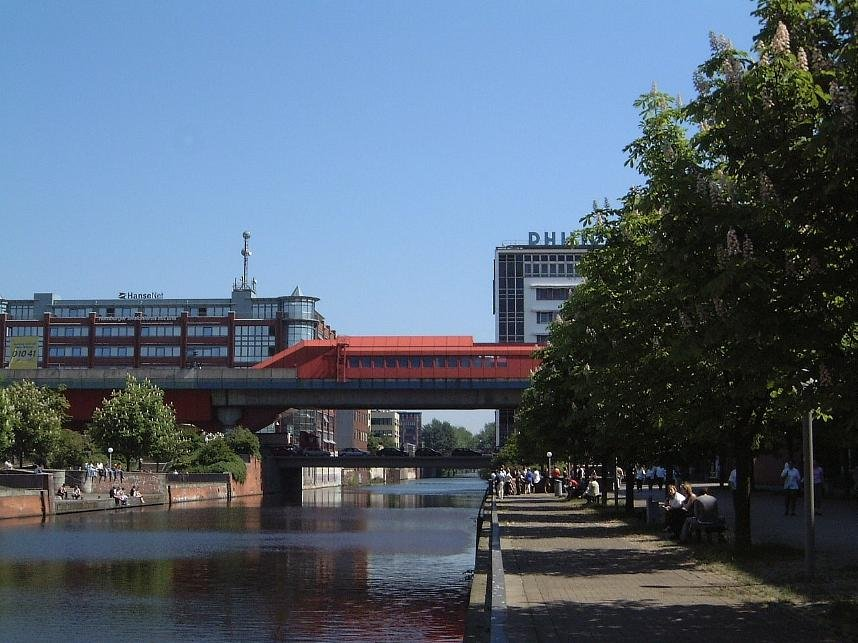
Hammerbrook station
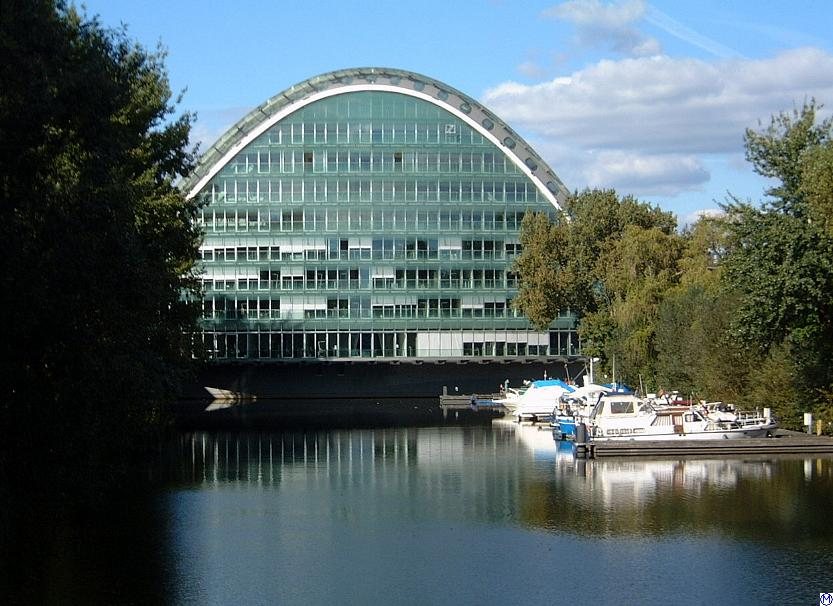
Berliner Bogen